# Петрушев, Алексей Егорович
Алексей Егорович Петрушев — советский хозяйственный, государственный и политический деятель.

## Биография
Родился в 1908 году в деревне Орешково Лотошинского района Московской области. Член КПСС.
С 1929 года — на хозяйственной, общественной и политической работе. В 1929—1980 гг. — слесарь, комсомольский и советский работник в Московской области, начальник Горьковского областного управления местной промышленности, участник Великой Отечественной войны, начальник Отдела местной промышленности Совнаркома Латвийской ССР, председатель Центрального Совета промысловой кооперации РСФСР (1956), министр местной промышленности РСФСР (1956—1957), ответственный работник советской внешней торговли, советник Посольства СССР в Турции по промышленным вопросам.
Избирался депутатом Верховного Совета СССР 4-го созыва.
Умер после 1980 года.